# Торчиновичі
Торчино́вичі — село в Україні, в Старосамбірській міській громаді, Самбірського району, Львівської області. Населення становить 980 осіб. Орган місцевого самоврядування — Старосамбірська міська рада. Торчиновичі разом з Торгановичами, Бачиною та Морозовичами входять до Торчиновицького старостинського округу Старосамбірської міської громади.

## Історія села
Село Торчиновичі простягається попід горою на три з половиною кілометра. Лежить воно на висоті 334 м над рівнем моря, 12 км на південний захід від Самбора, з північної сторони тягнеться до потоку Ясениці, а з півдня до ріки Дністер. Будинки в більшості побудовані в післявоєнні роки. Посеред села в мальовничому місці стоїть церква, Будинок культури, сільрада.
Наші землі з давніх часів нашої історії були заселені східнослов'янськими племенами дулібів. За київського князя Олега Віщого (878—912) ці землі входили до складу Київської держави. Наприкінці X ст. нашу землю загарбали польські королі, але 981 р. князь Володимир відвоював Червенські городи.

### Легенда про заснування села Торчиновичі
Віковічні могутні дуби шуміли, заглядаючи зеленими верховіттями в бистру, завжди хвилюючу воду Дністра.
Ніщо не порушувало лісової тиші, окрім лісових звірів. Ведмеді, лисиці, вовки, олені й навіть тури були господарями цих лісів.
На весні 1065 року князь Ростислав з наближеними боярами об'їздив свої князівські добра. Вони шукали гарного місця для заготівлі й відправки лісу, який був потрібний для будівництва міст (городів). Князь їхав лісом, кругом росли могутні дуби, високі, стрункі, ніким не займані. Внизу, під горою, блистіла широка річка. Це місце найбільше сподобалося князеві: і ліси гарні, і річка близько і недалеко від Самбора. На другий тиждень ліс ожив: десятки сокир застукали об столітні дуби, трачі готували кобильниці, на яких різали дерево.
Князь Ростислав оселив трачів під горою і від назви «трачі» походить назва ТАРЧІНОВИЧІ (пізніше Торчиновичі). У всіх документах аж до 1564 року вживається назва ТАРЧІНОВИЧІ.
З 981 до 1349 року наша місцевість, в тому числі і Торчиновичі, були під владою руських князів.
Положення села біля головного шляху в Угорщину приносило багато лиха його мешканцям як від своїх князів та бояр, так і від зовнішніх ворогів.
Так 1099 р. волинський князь Святополк разом з уграми бився під Перемешлем з Ростиславовичами, яким допомагали половці. Перемогли Ростиславовичі, і розбита угорська армія знищила село, відступаючи в Угорщину.
1152 року наша місцевість зазнала багато втрат через битву між Ізяславом і Володимирком.
Дика монгольська орда нищила й руйнувала наші села і міста.
Село Торчиновичі було теж зруйноване дощенту, бо долиною Дністра пройшло монгольське дике військо. Частина жителів села загинула в нерівному бою, але більшість спасли своє життя, сховавшись в неприступних дебрях та лісах.
На руїнах і згарищах виросло село, знову зажило воно повноціннім життям.
Перша документальна згадка про село Торчиновичі є в документах князя Лева Даниловича в 1254 р. В цьому документ і говориться про те, що князь Лев дарує самбірському владиці Авраамові луки між Торчиновичами і Торгановичами. Це місце до сьогодні називають «Владиче».

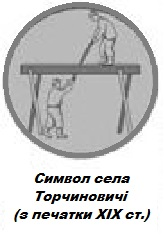

Основним заняттям наших предків і далі залишилось — різання ділового дерева, тобто більшість з них були трачами. Навіть герб села, що зберігся на громадській печатці — це зображення трачів — двох чоловіків, які ріжуть дерево ручною пилою.
Жителі села Торчиновичі були свобідцями, а вільні люди мали багато прав, бо всі найважливіші питання розв'язували на вічах, полонених шанували, їх не обертали в рабів, а дозволяли оселятися, як вільним серед вільних.
1349 р. після того, як Болеслава Тройденовича отруїли бояри, польський король Казимир загарбав наші землі. Почалась найбільш темна, найбільш жахлива сторінка з усіх наших часів у історії нашого села,- панування шляхетської Польщі.
Всі князівські добра, до яких належало й село Торчиновичі, перейшли безпосередньо у власність польського короля. В нашому селі не робили панщини, а сплачували непосильні податки в королівську казну.
У «географічному словнику королівства польського і інших слов'янських країв» є зроблений про село Торчиновичі такий запис: «1522 року, другого місяця, 8 числа виданий привілей Сігізмунда, яким село Торчиновичі переводиться з права русько-польського на право німецьке магдебурзьке. На підставі цього селяни віддаються в судових справ під юрисдикцію права магдебурзького».
Цей документ ще раз підкреслює, що село Торчиновичі було вільним від панщини, належало до королівської економії.
«1528 року, шостого місяця, по святі святого Мартина єпископ самбірський Станіслав Одровуж висвятив побожного Стефана в церкві грецького обряду села Торчиновичі з одним цілим ланом, який мають дати Попонати»
Напевно цей документ говорить нам про заснування церкви в нашому селі.
1705 р., 1771 р., 1774., 1776 р., 1777., у наших селах бушувала страшна хвороба, яка безжалісно скосила дві треті всього населення. З цього часу осталась у селі «могилка», де поховано більшу половину мешканців села.
Наприкінці 18 ст. Польща припинила своє існування, як держава. У 1772 р. Східна Галичина опинилась під владою Австро-Угорщини. В «Авзвайсі № 3», який зберігається у Львівському історичному архіві, зазначено, що село Торчиновичі було простим селом. Панщини жителі села не робили, не було пана, але платили непосильні податки.
У статті Д. Р. Гуркевича «Бойки за сто літ у числах» подані дані про кількість населення села у 1830 році. В селі Торчиновичі жило 1055 осіб, у 1835 р. — 995 осіб, у 1836 р. — 1026 осіб.

### Торчиновицька школа
Першу школу в селі Торчиновичі було засновано в 1869 році священиком на ім'я Британ. Школа була заснована в курній хаті, господарі якої померли в час холери. Першим вчителем був сільський дяк Кузняк. Він вчив по церковних книгах читати і писати учнів, яких не було більше десятка. Цей дяк учив дітей три роки до 1872 року. В школу почало ходити більше дітей. Невеличка курна хата не поміщувала всіх учнів. В селі почали думати про нову школу. Звертались до повітового уряду, щоб допоміг побудувати школу, але в допомозі відмовлено. Одержавши відмову від влади, жителі села Торчиновичі вирішили побудувати школу власними коштами. У 1879 році побудовано нову школу. У період з 1872 — по 1901 роки в нашому селі працювали такі вчителі: Михайло матківський, Видошан, Котецький, Живіцька, Козловська, Плешовський, Квасьневич, Шнайдер, Бережницький, Посацький, Антон Перуцький. З 1902 року в нашій школі працювало вже по два учителя. 1908 році в школі вчилося 160 дітей. Зараз на місці цієї старої школи стоїть нова дев'ятирічна школа збудована в 1990 році.

### 1884—1931рр.
Історична пам'ятка: Самбірський повіт. Дерев'яна церква була побудована у 1884 році на місці старої дерев'яної церкви Св. Юра, яка існувала щонайменше вже у 1828 році (1). Священики церкви: Петро Лодинський (1828—1835+), Іван Лопушанський (1835—1836 адм.), Василь Лавровський (1836—1853+), Іван Бриттан (1854—1907+), Іван Ханасевич (1907—1908 адм.), Хенрик Ільницький (1908—1920+), Теодор Німилович (1920—1923 адм.), Прокіп Тис (1928—1939).
Кількість Українських католиків: у 1840 році — 1,050 чол., у 1859 році — 928 чол., у 1879 році — 859 чол., у 1899 — 1,068 чол., у 1926 році — 1, 239 чол., у 1938 році — 1,497 (від загальної кількості 1,862 чол). 
Зараз храм Святого Юра перебуває в користуванні УПЦ КП релігійної громади села.
На початку 1890 років припадає початок еміграції селян нашого села до Америки.
Безземелля, злидні й голод гнали людей з рідних місць за океан, де, замість сподіваного раю, дуже часто вони знаходили могилу. Емігрували з села 186 чоловік. З тих, що виїхало, повернулись до рідного краю 65 чоловік.
1906 року побудована залізниця Самбір — Стрілки.
В 1908 році в селі Торчиновичі жило 1231 чол., окремо 1 поляк, 61 єврей (В кінці села Торчиновичі, біля межі з с. Торгановичі була синагога, яку потім просто розібрали і про яку вже більше ніде не згадують. Наділ віддали мешканцю села під забудову).
1914 рік — нове лихо впало на народи Європи. Почалася кровопролитна перша світова війна. Всіх працездатних молодих чоловіків погнав австро-угорський уряд в окопи. 28 чоловік з села загинуло на фронтах за чужі народові інтереси австро-угорського монарха. Всіх загинуло в роки війни 42 чоловіки. Десятки поранених, тільки тяжко поранених — 9 чоловік. Тут не враховано тих, що померли від голоду і хвороб. В першій половині вересня 1914 року австро-угорські війська залишили село. 17 вересня 1914 року вступили в село козаки, а пізніше регулярні російські війська. Кілька тижнів у селі був генерал М. М. Корнілов.
В 1918 році Австро-Угорщина розпалася. 2 листопада 1918 року село опинилося під владою ЗУНР(у).
В УГА з Торчиновичів служили Волощак Микола і Копчак Михайло, який сам один взяв у полон шість польських жовнірів.
17 травня 1919 року село захопило польське військо. Не можна обминути того, що робили пілсудчики в нашому селі. Тоді били та забирали всі цінності і гроші у людей.
1919—1920 рр. в селі бушував тиф, понад 150 чоловік лягло в могилу.
Десь у 1890 роках, зложивши гроші, громада села Торчиновичі викупила будинок колишньої корчми і заложили в ньому спілкову крамницю. У 1900 році засновано в цьому будинку читальню «Просвіта».1923 році в селі організовано драматичний гурток, хор і кооперативу. Ініціатором створення в селі хору, драмгуртка і кооперативу був священик Юліан Татомир. Населення було темне, вважали, що виступати в концерті — гріх, так що Татомир використовував навіть церковні проповіді для того, щоб залучити молодь до хору, до драмгуртка. Велику роботу по створенню хору провів Клименко Микола Климович, який диригував хором. Хор нашого села славився в той час в цілому повіті. В цьому ж році на сцені читальні вперше була поставлена п'єса «Сватання на Гончарівці» Квітки — Основ'яненка. Але вся та робота не підтримувалася урядом, а її всякими способами хотіли придушити. Тільки в 1924 році читальну тричі закривали, так що вже у 1926 році перестав діяти драмгурток. 1923 року засновано кооперативу в селі, було 30 чоловік її членів. Але коператива довго не проіснувала. Причинами до розпаду кооперативи були:
- девальвація валюти;
- видача товарів у кредит;
- члени кооперативу вважали товар за свою власність і використовували його за своїм розсудом.

У вересні 1927 року була страшна повінь. Дністер залив всі поля від Старої Млинівки (місце де був розташований старий водяний млин на Дністрі) аж до Страшевич.
Наприкінці жовтня почалася страшна пошесть кору, перехворіли всі діти. Шестеро дітей померло.
4 березня 1928 року відбулися вибори до сейму. 11 березня відбулися вибори до сенату. Всіх виборців у Торчиновичах було 658, а брало участь у виборах 332 виборців. Можна сказати, що вибори були бойкотовані, половина виборців не брала в них участі.
1 травня 1931 року на найвищому дереві біля церкви вивішено червоний прапор. Цілий день висів червоний прапор над селом, шаленіла польська поліція, яка не могла його скинути. Ніхто з села не хотів його навіть під загрозою скидати.

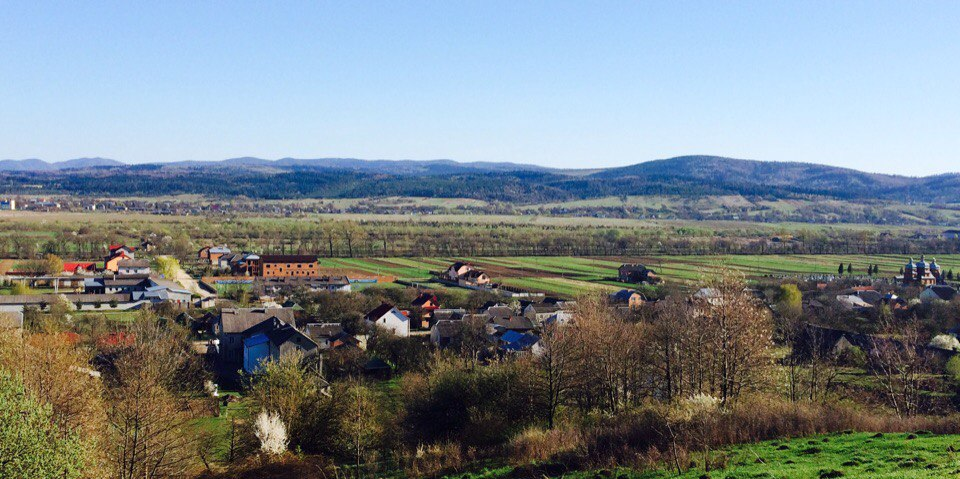
Весна 2017 р.

### Радянська доба
17 вересня 1939 року Червона Армія загарбала землі Західної України. Створено було перший орган Радянської влади — сільраду. Першим головою сільської ради був Жидик Василь Дмитрович, секретарем — Ковальчук Василь.
22 червня 1941 року на Радянський Союз напала фашистка Німеччина. 24 червня фашисти вже були в Торчиновичах. Почалася найжахливіша сторінка в історії села. 56 чоловік (хлопців і дівчат) насильно вивезено на каторгу в Німеччину. Тільки на початку окупації замордовано фашистами понад 30 жителів села (євреїв).
Весною 1943 року створено дивізію «СС Галичина». Народ наш завжди прагнув свободи і розумів, що для її досягнення потрібна напружена праця і боротьба, а для неї необхідно побудувати українську армію. У цю дивізію поступило 16 жителів села. Вони загинули під Бродами. Лише менша половина наших односельчан залишилася живою і попали у більшовицький полон і пережили страхіття сталінських таборів. Їх імена навіть не згадувались при Радянській владі називали їх зрадниками народу, а вони йшли на смертельний бій з більшовиками, вірячи в те, що вони борються за волю України. 8 серпня 1944 року в наше село вступила Радянська Армія. Під час визволення села від фашистсько-німецьких загарбників спалили 5 хат, частину школи, вбили 6 чоловік, зграбували і забрали з собою все, що тільки змогли захопити, зруйнували залізничну колію.
Радянська влада багато заарештувала наших односельчан як «ворогів народу». Страшним лихом для нашого села було вивезення в Сибір мешканців села. Вивозили старих і дітей і вони були небезпечними для радянської влади. Вивезли до Сибіру такі сім'ї: Геча, Симаш, Олійник, Марусяк, Батьо, Ковтик, Чекас, Шак, Дидьо, Ковальчук.
На священну боротьбу проти більшовиків піднялися найкращі сини нашого народу. Наші односельчани також стали воїнами УПА: Хабін Микола, Піх Іван, Сорока Ярослав, Ковтик Олекса, Чекас Ярослав. 21 вересня 1947 року відбувся бій воїнів УПА з відділами КДБ. Бій не на життя, а на смерть. КДБ розгромили воїнів УПА. Вони загинули як герої. Невідомо де могили воїнів УПА, які загинули у цьому бою. Є одна могила в Торчиновичах на кладовищі, а хто в ній похований невідомо. Точно відомо, що там похований воїн УПА.
У 1948 році в нашому селі було організовано колгосп імені 8 березня. На початку колгосп був економічно слабий, не мав своїх приміщень. У 1957 році колгосп володів земельними угіддями у розмірі 1226 гектарів. В колгоспі було дві бригади, одна тракторна, в якій працювали 12 чоловік, на фермах працювало 32 чоловік. У користуванні колгоспу було: 2 трактори,1 комбайн,3 автомашини, 3 зернові сівалки, 1 молотарка й інший дрібний інвентар.
У 1958 році колгосп перейменували на колгосп імені XXI з'їзду КПРС.
1964 рік колгосп імені XXI з'їзду КПРС — високорозвинене механізоване господарство. У колгоспі було 466 дворів, працездатних колгоспників 764. В колгоспі працює 1 агроном, 1 зоотехнік, 1 ветеринар, 1 економіст, 10 шоферів, 19 трактористів, 2 комбайнери. За високі показники в праці на колгоспних ланах три чоловіки нагороджені орденами й медалями. Валовим виробництво було молоко та яловичина.
На території села розміщений ВАТ «Старосамбірський кар'єр»(колись Самбірский кар'єр). За часів панської Польщі там віддавали свою працю наші батьки на збагачення капіталістів. Тяжа була праця робітника. Гравій вантажили лопатами на вагон за мізерну платню, возили гравій возами та тачками. Не один робітник стратив здоров'я, а жив у злиднях, бо за цей заробіток не міг прохарчувати своєї сім'ї. Зараз видобуток, переробка й відправка гравію повністю механізована.
В нашому селі зразу ж після визволення від фашистського ярма почали працювати сільрада, клуб, бібліотека, медпункт, школа.
1 травня 1962 році урочисто відкрито клуб.
В Торчиновицькій сільраді(с. Торчиновичі,Торгановичі,Морозовичі,Бачина) живе понад 2000 чоловік.
1979—1981 роках було газифіковано села Торчиновичі, Торгановичі, Морозовичі і Бачина.
У 1985 році було заасфальтовано сільські дороги.
В 1942 році жителі села Торчиновичі насипали могилу в честь пам'яті січових стрільців на високій горі. На могилі поставлений високий березовий хрест. Це місце вибрали наші односельчани не випадково. В 1771—1774 роках у наших селах бушувала страшна хвороба (холера), яка безжалісно скосила дві третини всього населення села, хоронили їх без трун, без похоронів, зав'язували у сніп соломи і закопували у братській могилі. З цього часу те місце поховання звуть «могилка».
3 червня 1942 року вся громада зібралася біля високої могили. Отець Михайло Вовчик посвятив могилу, відправив панахиду. І на могилі вивісили синьо-жовтий прапор.
Отець Михайло Вовчик у 1947 році був арештований більшовиками, засудили його на 10 років тюремного ув'язнення, де й загинув у більшовицькому концтаборі. В час більшовицької окупації агенти КГБ хотіли знищити могилу, але її завжди відновлювали, ставили нові березові хрести.

### Незалежна Україна
18 лютого 1992 року греко-католицька релігійна громада села Торчиновичі одержала свідоцтво про реєстрацію релігійної громади. 1 квітня 1995 року сесія Торчиновицької сільської Ради виділила площу під будівництво церкви. Новозбудований храм назвали на честь покровителя села святого Юрія Переможця.
За незалежної України відновив свою діяльність православний храм села Торчиновичі, який був збудований у 1884 році. Тепер парафія цього храму належить до Православної Церкви України.
У 1989 році відновив свою роботу хор в народному домі «Просвіта». В хорі брало участь 50 осіб. У листопаді 1999 року хор, під керівництвом Івана Миколайовича Ковальчука (уродженця села Торчиновичі), за згодою учасників, одержує назву капела «Винниця», а вже 23 листопада 2000 року, капелі «Винниця» присвоєне звання народної.
25 жовтня 2015 року в Україні відбулися місцеві вибори. Було обрано Припіна Зіновія Михайловича головою Торчиновицької сільської ради.
У 2020 році Торчиновицька сільська громада стала частиною Старосамбірської міської громади.

## Населення

### Мова
Розподіл населення за рідною мовою за даними перепису 2001 року:
| Мова       | Кількість | Відсоток |
| ---------- | --------- | -------- |
| українська | 1045      | 99.71%   |
| російська  | 3         | 0.29%    |
| Усього     | 1048      | 100%     |

## Фотографії

## Уродженці села
- Головацький Богдан Юрійович (нар. 1943) — канадський живописець.
- Пенішкевич Іван Тадейович (нар. 1936) — український медик, заслужений лікар України.